# Bitter

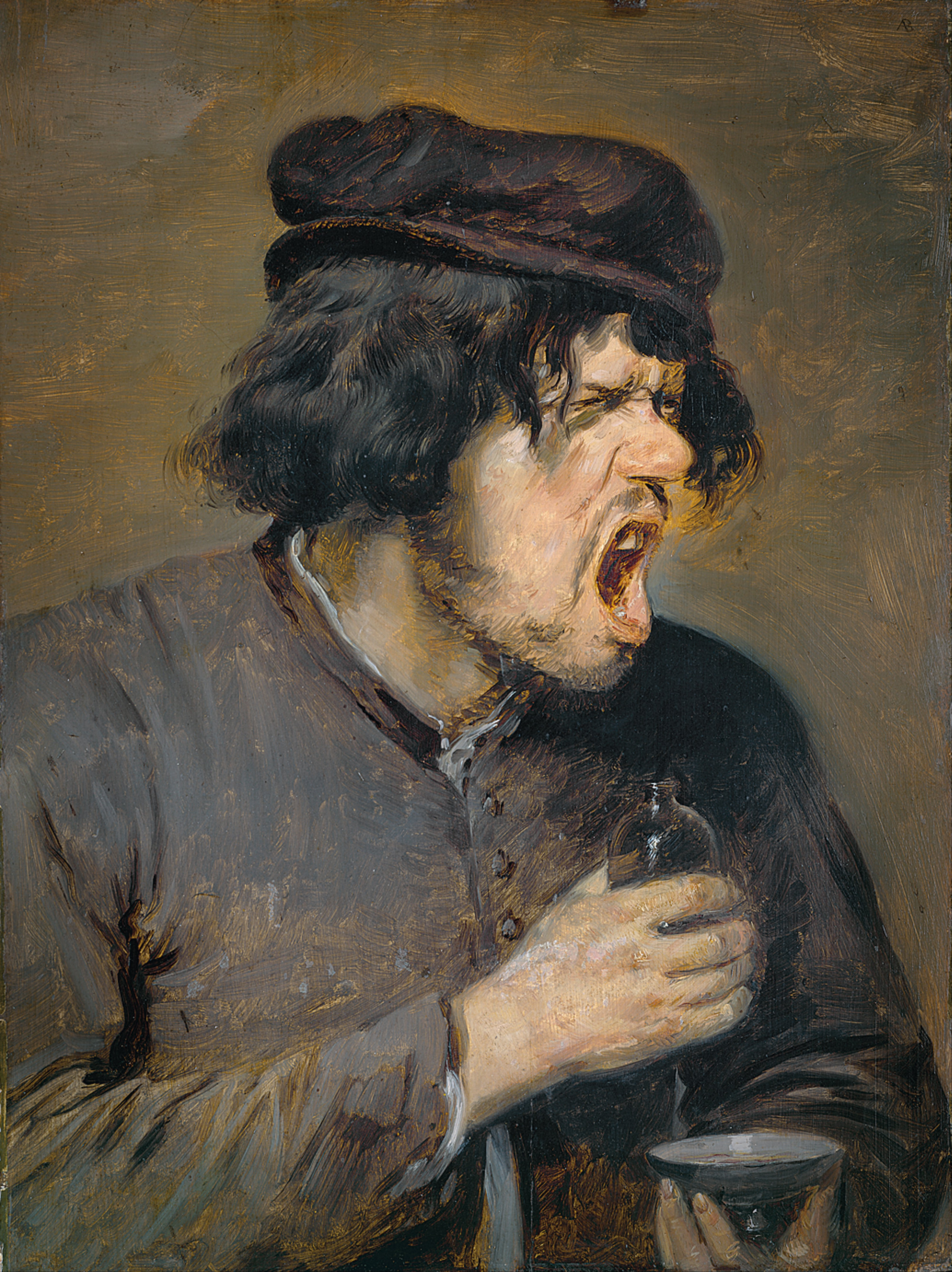
Adriaen Brouwer: Der bittere Trank, um 1636–1638

Das Wort bitter hat verschiedene Bedeutungen. Schon seit den frühesten Stufen der deutschen Sprachentwicklung wird das aus dem Verb beißen entstandene Adjektiv auch in einem bildlichen Sinne verwendet und kann dann u. a. eine Emotion der Empörung, der Kränkung und der Enttäuschung bezeichnen.
Als Hauptbedeutung des Wortes hat sich in der Neuzeit aber die – ursprünglich ebenfalls bildliche – Bedeutung „auf der Zunge beißend“ bzw. „bitter schmeckend“ durchgesetzt. Bitter ist, neben süß, sauer, salzig und umami, eine der fünf Geschmacksrichtungen, die z. B. von der Zunge wahrgenommen werden können.
Als herb dagegen wird ein Geschmack oder Geruch bezeichnet, der ein wenig scharf oder würzig sowie leicht bitter oder säuerlich schmeckt oder riecht.
Verantwortlich für den bitteren Geschmack sind „Bitterstoffe“ wie das Alkaloid Chinin im Softdrink Bitter Lemon. Die bitterste nicht-alkalische bekannte Verbindung ist Denatonium.

## Wortgeschichte und Wortbildungen

### Etymologie
Das Adjektiv bitter ist bereits vor der ersten Lautverschiebung aus dem Verb beißen entstanden und zählt damit zum Bestand des deutschen Erbwortschatzes. Zur ursprünglichen konkreten Bedeutung des Wortes (beißend, schneidend, scharf) haben sich von der protogermanischen Sprachstufe an verschiedene bildliche Bedeutungen gesellt, darunter schmerzbereitend, unheilvoll und auch auf der Zunge beißend (= bitter schmeckend). Dabei ist letztgenannte Bedeutung, die anfangs nur eine von vielen war, erst nach und nach in den Vordergrund getreten, und zwar in demselben Maße, in dem die erste konkrete Bedeutung des Wortes (beißend, schneidend, scharf) verloren gegangen ist und sich die bildliche Verwendung – außer im gehobenen Sprachgebrauch – mehr und mehr zu Wortbildungen wie erbittert und verbittert verschoben hat.

### Das Adjektiv „bitter“

#### Bis zum Frühneuhochdeutschen
Mit identischer Schreibung wie im Deutschen existiert das Adjektiv bitter heute unter anderem auch im Schwedischen, Norwegischen, Dänischen, Isländischen, Niederländischen, Afrikaans und Englischen. Im Jiddischen erscheint es als ביטער (biter). Hintergrund für die starke Verbreitung des Wortes in den modernen germanischen Sprachen ist die Existenz einer gemeinsamen Urform (*baitra-, *baitraz, *bitra-, *bitraz), die bereits im Protogermanischen als Ableitung aus dem Verb beißen (*beitan) hervorgegangen ist, wobei beißen auch mit beizen verwandt ist. Beim Adjektiv bitter standen zunächst oft buchstäbliche und metaphorische Bedeutungen von „beißend“ im Vordergrund und noch gar nicht die Bedeutung „bitter schmeckend“.
Im Althochdeutschen, wo es in der Form bittar erscheint, ist das Adjektiv mit einer ganzen Vielzahl von Bedeutungen verbunden, und zwar als physische Eigenschaft von Dingen (scharf, schneidend, beißend), metaphorisch als Merkmal von Abstrakta (unangenehm, unerfreulich; schmerzhaft, schmerzbereitend; unheilvoll, Verderben bringend; [Rede:] bissig, verletzend, scharf; [Verhalten:] abweisend, ohne Entgegenkommen) und Personen (unwirsch, entrüstet) oder als Geschmack insbesondere von Speisen und Getränken (nicht süß; herb, unreif; scharf; übelschmeckend). Inbegriff des bitteren Geschmacks ist schon im Althochdeutschen galla.
Im Mittelhochdeutschen, wo das Adjektiv seine heutige Form bitter erreicht, entwickeln diese Bedeutungen sich fort. Nachzuweisen sind hier ebenfalls Bedeutungen der physischen Eigenschaften von Dingen (scharf, schneidend, spitz), metaphorisch der Merkmale von Abstrakta (qualvoll, schmerzlich; Verderben bringend, böse, furchtbar; [z. B. Streit:] heftig, groß, erbittert) und von Personen bzw. Personifikationen (böse; zornig, wütend; Furcht einflößend) sowie des Geschmacks (bitter schmeckend, übel riechend).
Im Frühneuhochdeutschen geht die Bedeutung scharf, schneidend, spitz im Sinne der physischen Eigenschaften eines Dings verloren, während alle übrigen Bedeutungen erhalten bleiben. Zu den einschlägigen Quellen für die Verwendung des Adjektivs bitter im frühen Neuhochdeutschen zählt Martin Luthers 1545 abschließend redigierte Bibelübersetzung.

#### Neuhochdeutsch
Johann Christoph Adelung, der mit seinem Grammatisch-kritischen Wörterbuch der Hochdeutschen Mundart 1774–1786 das erste bedeutende Wörterbuch des Neuhochdeutschen vorlegte, hielt bitter schmeckend für die „eigentliche“ Bedeutung des Adjektivs und erklärte, dass bitter sei, „was auf der Zunge beißt, eine gewisse beißende Empfindung auf der Zunge verursacht, von dem Geschmacke“. An „figürlichen“ Bedeutungen führt Adelung auf:
- „Wegen damit verbundener Beleidigung schmerzhaft, oder empfindlich. [Beispiel:] Ein bitterer, (anzüglicher) Scherz.“
- „Was von einer solchen schmerzhaften Empfindung verursacht wird. [Beispiel:] Ich habe deinetwegen die bittersten Thränen vergossen.“
- „Feindselig. [Beispiel:] Ein bitteres, (feindseliges) Gemüth.“

Adelung verzeichnet daneben auch eine Redewendung nicht das bitterste („nicht das geringste“), führt diesen Gebrauch aber nicht auf bitter, sondern auf bisschen zurück; die Grimms halten später dagegen, dass ja auch bitter von beißen herstamme.
In ihrem Deutschen Wörterbuch folgen im 19. Jahrhundert Jacob und Wilhelm Grimm teilweise dem von Adelung Vorgegebenem und erklären ebenfalls bitterschmeckend zur Grundbedeutung des Adjektivs bitter. Beim bildlichen Gebrauch des Wortes verweisen sie auf die Bedeutungen der lateinischen Adjektive austerus („ernst“, „streng“) und saevus („wütend“, „grausam“).

#### Gegenwartsdeutsch
Das Digitale Wörterbuch der deutschen Sprache unterscheidet drei Gruppen von Bedeutungen:
- Geschmacksbezeichnungen
  - bitter im engen Sinne, also bitter wie Galle oder Wermut
  - herb, also z. B. bittere Schokolade
- Verwendung im übertragenen Sinne (meist in gehobenem Stil)
  - schmerzlich (ein bitteres Ende nehmen)
  - scharf, beißend (bittere Ironie)
  - enttäuscht, verbittert („Wir hatten große Erwartungen“, sagte sie bitter.)
- große Verstärkung („Sie haben bitter wenig erreicht.“)

### Abgeleitete Formen

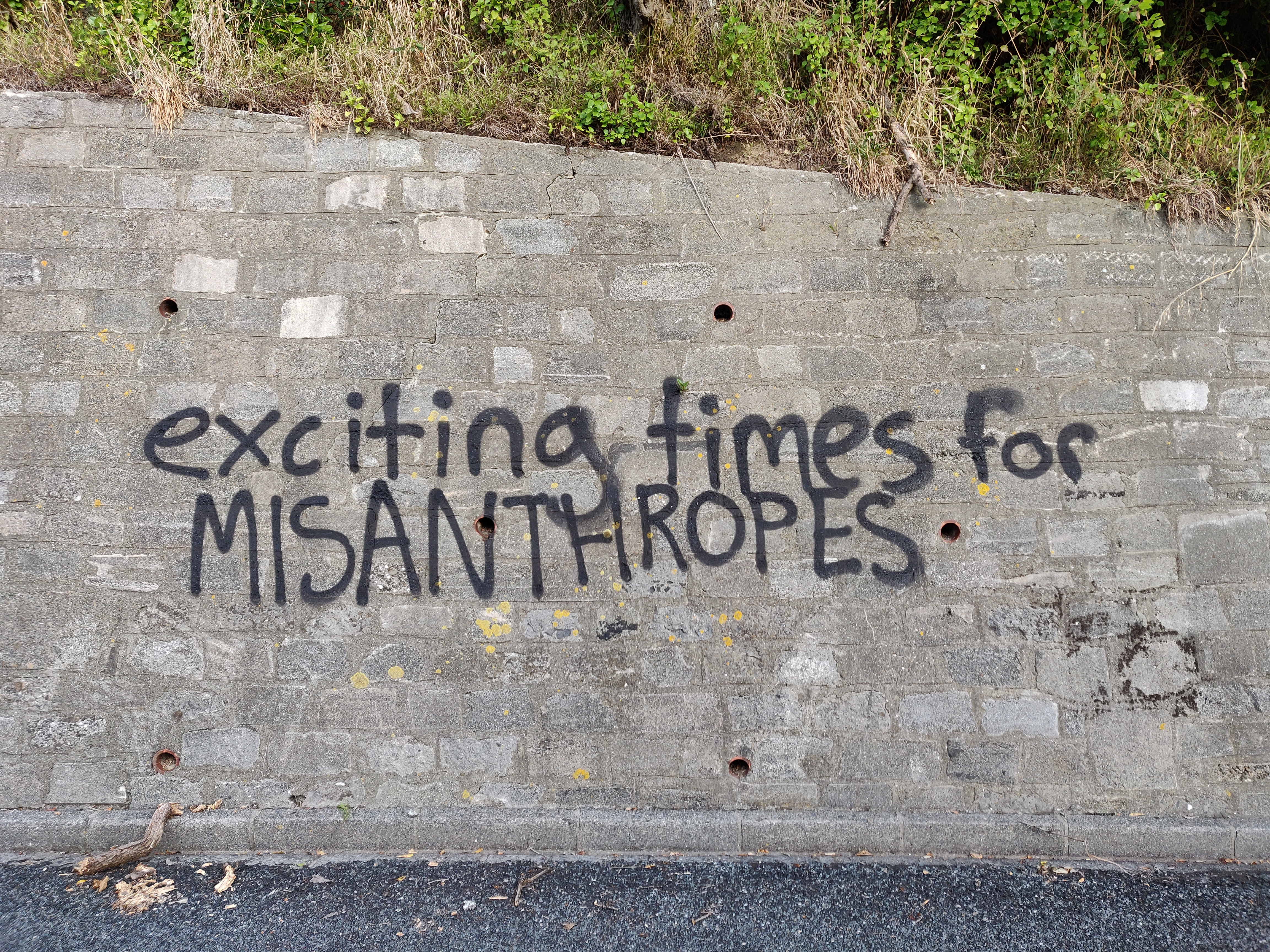
Sarkasmus und Misanthropie sind klassische Begleiter von Verbitterung.

Im Laufe der Geschichte der deutschen Sprache wurden vom Adjektiv bitter verschiedene Ableitungsformen gebildet, darunter etwa:
„erbittern“
Dieses Verb findet sich neuhochdeutsch etwa in der Lutherbibel (1545), und zwar transitiv in der Bedeutung von „kränken“, „brüskieren“ und intransitiv als „zürnen“, z. B.: „Die Liebe […] lässt sich nicht erbittern, sie rechnet das Böse nicht zu“ (1. Korinther 13,4–5 ). Noch heute wird das Verb erbittern transitiv in der Bedeutung „in bitteren Groll versetzen“ verwendet, während die intransitive Verwendung nur noch im reflexiven Gebrauch (sich erbittern) und im inzwischen ausschließlich adjektivisch bzw. adverbial benutzten Partizip erbittert erhalten geblieben ist. Das um die Mitte des 18. Jahrhunderts noch stark verbreitete Wort zählt im Gegenwartsdeutschen zu den weniger gebräuchlichen. Entstanden ist die Form erbittern aus germ. *bitrōn (vgl. englisch embitter) → ahd. bitt(a)ren* → mhd. bitter(e)n, erbitter(e)n. Ein Verb bittern, das dieselbe Etymologie aufweist, wird im Deutschen Wörterbuch noch genannt, ist aus dem deutschen Wortschatz heute aber verschwunden.
„Bitterkeit“
Die Substantivierung mit Suffix -heit bzw. -keit lässt sich zweifelsfrei seit dem Mittelhochdeutschen nachweisen, wo diese Bildung in Verbindung mit allen Bedeutungen auftritt, die auf dieser Stufe  der deutschen Sprache auch mit dem Adjektiv bitter assoziiert sind (bitterer Geschmack; Schmerz, Leid; Bissigkeit, Zorn). Im Protogermanischen wurden dieselben Bedeutungen mit dem Wort *bitrī-, *bitrīn und im Althochdeutschen mit bittarī* (nicht vollständig gesichert auch: *bittarheit) ausgedrückt. Im Deutschen der Gegenwart bezeichnet das Substantiv Bitterkeit sowohl die Geschmacksempfindung als auch ein bitteres Gefühl bzw. eine Verbitterung.
„verbittern“
Die um das Präfix ver- erweiterte Verbform erscheint trotz nordsamisch förbittra erst im späten Mittelhochdeutschen, wo die Formen ferbitter(e)n und verbitter(e)n wenn nicht nachgewiesen, so doch immerhin rekonstruiert werden konnten. Der Gebrauch ist zunächst transitiv. So verwendet Luther das Wort im Sinne von „verderben“, „vernichten“: „Zieh hinauf wider das Land, das alles verbittert hat“ [gemeint ist Babel] (Jeremia 50,21 ). Adelung gibt als Bedeutung an: „etwas Angenehmes unangenehm machen“. Im darauffolgenden Jahrhundert, bei Jacob und Wilhelm Grimm, erscheint nun – ausschließlich in übertragener Bedeutung – auch eine intransitive Verwendung: „er verbittert, das gemüth versauert und verbittert immer mehr“. Im heutigen Gegenwartsdeutsch wird das Verb, transitiv oder intransitiv, ausschließlich noch bezogen auf Personen oder Emotionen verwendet, und zwar in der Bedeutung „(jemanden) verärgern“, „(jemanden) missmutig machen“, „(jemandem) die Freude am Leben verderben“. Im Gegensatz zum Präfix er- drückt ver- im Deutschen oft aus, dass „eine starke, schwer rückgängig zu machende Änderung auf den körperlichen oder seelischen Zustand von jemandem oder etwas einen starken Einfluss ausübt“; verbittern erzeugt somit nachhaltigere Folgen als erbittern.
„Verbitterung“
Die mit dem Suffix -ung gebildete Substantivierung des Verbs verbittern erscheint nicht vor dem Frühneuhochdeutschen. Luther verwendet das Wort in der Bedeutung von „Feindseligkeit“, „Auflehnung“ (Hebräer 3,8-16 ). Adelung setzt dem nicht viel Neues hinzu, nur die Auskunft, dass das Wort Verbitterung „so wohl die Versetzung in diesen Zustand [des bitteren Hasses oder Grolls], als auch der bittere Haß und Groll selbst“ bezeichne. Als Johann Wolfgang von Goethe 1768 sein erstes Schauspiel, Die Laune des Verliebten, schrieb, hatte das Wort bereits eine weitere, psychologische Bedeutung erlangt und bezeichnete nicht mehr nur eine Emotion, sondern eine – wie Jacob und Wilhelm Grimm es später im Deutschen Wörterbuch ausdrückten – Charaktereigenschaft. Goethe legt in dem Stück der Egle, als Replik auf eine Äußerung Eridons, den Satz in den Mund: „Hört man doch, wenn die Verbittrung redet.“ Diese neue Bedeutung, die 1734 auch in Christoph Ernst Steinbachs Wörterbuch schon erwähnt wird, steht im Deutschen Wörterbuch an erster Stelle, und erst an zweiter nennen die Grimms eine nur vorübergehende Gemütserregung. Die Bedeutung einer nur momentanen Verdrießlichkeit verliert sich schließlich ganz; im DWDS werden heute nur noch zwei Bedeutungen genannt: „1. Zustand, Gefühl (dauerhafter) tiefer Enttäuschung, schmerzlicher Resignation, Unzufriedenheit. 2. Entstehung eines Gefühls enttäuschter Erwartung, das Verbittertwerden“. „Verbitterung“ ist das einzige Wort in dieser Aufzählung, dessen Gebrauch im Verlaufe der letzten 200 Jahre nicht ab-, sondern stetig zugenommen hat.
„Erbitterung“
Die von Luther noch nicht verwendete Substantivierung des Verbs erbittern erscheint auf jeden Fall bei Adelung, der sie unter dem Lemma erbittern eher beiläufig mitbehandelt. Das Wort bezeichnet noch in der heutigen Gegenwartssprache einen bitteren Groll. Nachdem es im 19. Jahrhundert und in der ersten Hälfte des 20. Jahrhunderts weithin verbreitet war, zählt es heute zu den seltener verwendeten.

## Der Geschmack „bitter“

### Rezeption im menschlichen Körper
Der Bittergeschmack wird beim Menschen durch Bitterstoffrezeptoren auf der Zunge ausgelöst: hTAS2-Rezeptoren (hTAS2R; das „h“ zu Beginn steht für „human“, also für „menschlich“). hTAS2R-Rezeptoren befinden sich in den Geschmacksrezeptorzellen, welche sich wiederum zu „Geschmacksknospen“ organisieren. Diese befinden sich in den Geschmackspapillen auf der Zunge. Die meisten hTAS2R befinden sich in den „Wallpapillen“ am Zungengrund.
Dabei existieren auf den Spitzen der Geschmacksrezeptorzellen im Mund- und Rachenraum rund 25 verschiedene Bitterrezeptor-Typen: sie schützen z. B. vor Vergiftungen, indem sie beispielsweise bei der Wahrnehmung hoher Bitterstoffgehalte die Produktion der teils antimikrobiell und verdauungsfördernd wirkenden Magensäure ankurbeln. Fünf dieser Rezeptoren reagieren unter anderem auf das in Kaffee oder Espresso enthaltene Coffein.
Forscher aus Potsdam und Wien wiesen dabei nach, dass auch Rezeptoren im Magen auf Bitterstoffe reagieren, sie beeinflussen ebenfalls die Ausschüttung von Magensäure.
2010 wurden Bitterstoffrezeptoren in den Muskelzellen der Bronchien nachgewiesen: Werden diese Rezeptoren von Bitterstoffen gereizt (z. B. beim Genuss von Salbei), entspannen sich die Muskeln und erweitern dadurch die Bronchien, was das Einatmen erleichtert.
2016 konnten Wissenschaftler des Forschungszentrum Skinitial an der Albert-Ludwigs-Universität Freiburg Bitterstoffrezeptoren auf der menschlichen Haut nachweisen: sie verstärken die „Hautbarriere“, welche den Körper vor Sonneneinstrahlung, Bakterienbefall oder dem Eindringen von Giften schützt. Pflanzliche Bitterstoffe wie Amarogentin aus dem Gelben Enzian oder Salicin aus der Weide docken hier an und bewirken das Einströmen von Calcium in die Hautzellen. Nach der Behandlung mit Amarogentin und Salicin hatte der Fettgehalt in der oberen Hautschicht zugenommen.
Darüber hinaus wurde beobachtet, dass der Bitterstoff Diphenidol Nervenzellen zur Bildung von Dendriten anregte: Diese dienen der Informationsweitergabe zu benachbarten Zellen (ein Ablauf, welcher dem normalen Lernens entspricht).
In einer Studie konnte im Jahre 2005 aufgewiesen werden, dass die Empfindlichkeit individueller Personen für den Geschmack bitter – insbesondere bei Kindern – auch genetisch bestimmt ist.

### Quantifizierung von Bitterkeit
Der Bitterwert ist eine in der Pharmazie verwendete Maßzahl, mit der das Ausmaß des bitteren Geschmacks einer Substanz beschrieben wird.

### Bitterstoffe in Speisen
Fein dosiert kann der bittere Geschmack Speisen und Getränken ein „gewisses Etwas“ verleihen. Beispiele dafür (die auch das Wort bitter in ihrer Bezeichnung tragen) sind z. B. Bittermandel, Bitter Lemon, Bitterorange oder Zartbitterschokolade. In höherer Konzentration kann der Gehalt an Bitterstoffen vermeintliche Speisen aber auch ungenießbar machen, wie beim Pilz Wurzelnder Bitterröhrling; das ursprünglich als medizinisches Tonikum entwickelte Angostura-Bitter ist so bitter, dass es sich lediglich als Würzmittel bzw. Geschmackszutat eignet.
Die die Ausschüttung von Magensäure beeinflussenden Bitterstoff-Rezeptoren im Magen erklären die appetitanregende bzw. verdauungsfördernde Wirkung von Espresso oder anderen Bitterstoffe enthaltenden Lebensmitteln wie Obst (z. B. Orangen, Zitronen), Gemüsen, Kräutern, Salaten oder des in Bier enthaltenen Hopfens.
Viele bitter schmeckende alkoholische Getränke – darunter besonders Liköre und Wermutspirituosen – werden als Bitter oder Magenbitter bezeichnet.

## Die Emotion „bitter“
Welche Emotionen bzw. psychologischen Sachverhalte mit dem Wort „bitter“ assoziiert werden, hat sich im deutschen Sprachraum im Laufe der Jahrhunderte deutlich gewandelt. Wie weiter oben unter #Etymologie dargestellt ist, wurden damit seit der germanischen Zeit anlassgebundene und darum vorübergehende Zustände von Schmerz oder von Wut bezeichnet, wobei „Bitterkeit“ als Sammelbegriff für jede dieser beiden Emotionen stehen konnte.
Im Mittelhochdeutschen hat sich zur Bezeichnung desselben Signifikats das Verb (er-)bittern herausgebildet.
Ebenfalls noch im Mittelhochdeutschen folgte schließlich ein Verb verbittern, mit dem nun nicht mehr rein vorübergehende, sondern lang anhaltende Zustände derselben Gefühle benannt wurden.

### Begriffsgeschichte

#### Bitterkeit als Alltagsemotion
In der älteren psychologischen Fachliteratur wurden die Ausdrücke „Erbitterung“ und „Verbitterung“ oft synonym gebraucht. Die deutschen Psychologen des 19. Jahrhunderts sahen emotionale Bitterkeit in enger Verbindung mit Wut und Zorn. Franz Eugen von Seida und Landensberg sah die Bitterkeit 1800 noch als reine Emotion, an der ihn lediglich das Erscheinungsbild interessierte: „Wer kennet nicht das Feuer, das aus den Augen des Erzürnten sprühet, und den Schaum, den die Erbitterung ausgeifert?“ Johann Heinroth, ein Pionier der Psychiatrie, lokalisierte 1827 die Genese der Verbitterung in frühen Unrechtserfahrungen: „Man hüte sich es [das Kind] zu beleidigen: denn nichts verbittert das reine Daseyn so sehr, nichts verscheucht so sehr das Vertrauen und den sichern Glauben, als wenn die Seele des Kindes gewahr wird, daß ihr oder andern Seelen Unrecht geschieht.“ Noch 1833 wurde Erbitterung nicht als Anzeichen einer Pathologie, sondern als allgemein menschliche Emotion aufgefasst.

#### Bitterkeit als Charaktereigenschaft
Der Gedanke, dass Bitterkeit nicht nur eine momentane Emotion sei, sondern sich auch als Charaktereigenschaft verfestigen könne, wurde im 19. Jahrhundert in der pädagogischen Fachliteratur entwickelt. Dabei galt die „Erbitterung“, neben „knechtischer Furcht“, zunächst noch als unerwünschte Folge einer allzu strengen, bestrafenden Erziehung.
Schon für Friedrich Dittes ist Erbitterung bzw. Verbitterung 1856 aber eine Station in der Genese eines boshaften Charakters. Noch einen Schritt weiter ging Wilhelm Rein, als er die Erbitterung 1899 als Folgeerscheinung der Undankbarkeit einstufte und beide nicht nur zum Charakter-, sondern darüber hinaus auch zu einem sozialen Problem erklärte: „Man arbeitet sich in einen künstlichen, krankhaften Pessimismus hinein, der nichts und nirgends mehr etwas Gutes, sondern nur Schlimmes sieht, dem die Dankbarkeit zum Laster, die Undankbarkeit zur Pflicht, zur Tugend wird.“ In derselben Veröffentlichung definiert Rein die Verbitterung im Anschluss an Jacob und Wilhelm Grimm als

„[…] das Erstarren und Beharren in einem Zustande, der sich trefflich mit folgendem Ausspruch La Bruyères (Die Charaktere) kennzeichnen lässt: ‚Den Mund aufthun und beleidigen ist bei manchen Menschen ein und dasselbe, sie sind beißend und bitter; ihre Redeweise ist mit Galle und Wermut versetzt; Spott, Beleidigung, Angriff fließen ihnen von den Lippen wie der Speichel.‘ Das ganze Seelenleben atmet Mißtrauen und Argwohn und ist erfüllt von gehässiger Zornmütigkeit. Unversöhnlichkeit und Leidenschaftlichkeit; lebt doch der Verbitterte in Feindschaft mit sich und der ganzen Welt.“

Als dauernden Zustand des Gemüts rechnet Rein die Verbitterung zu den „Seelenkrankheiten“ und stuft sie gleichzeitig auch als ein gesellschaftliches Problem ein:

„Was die Verbissenheit für Vernunft und Verstand bedeutet, das ist die Verbitterung für das Gemüt: beiden eignet die Unfähigkeit, sich der Stimmung des Übelwollens und der Feindseligkeit zu erwehren. Misanthropie, Ironie, Sarkasmus und Satire stellen verschiedene Ausdrucksformen der Verbitterung dar. […] Vornehmlich den sittlichen Ideen der inneren Freiheit, der Billigkeit und des Wohlwollens widerstreitend, erscheint sie unsittlich und widergesellschaftlich zugleich.“

Auch Karl Jaspers hielt Verbitterung für einen Charakterzug und beschrieb sie 1913 als eine Begleiterscheinung von seelischer Armut. C. G. Jung sah die Verbitterung 1921 als eine Gefahr, welcher besonders der „introvertierte Denktypus“ leicht zum Opfer falle. Dieser sei wenig objektiv und tendiere zu schwierigen Beziehungen zur äußeren Welt, mit der Folge, dass seine anfänglich „befruchtenden Ideen […] destruktiv [werden], weil sie durch den Niederschlag der Verbitterung vergiftet werden.“

#### Das verbitterte Genie
Ein kultureller Archetyp, der erstmals bei John Milton (Paradise Lost, 1667) erscheint und dann eine bedeutende Rolle im literarischen Werk u. a. von Jane Austen, Lord Byron, Alexander Puschkin, Charlotte und Emily Brontë und Fjodor Dostojewski spielt, ist der Byronic Hero, ein Antiheld, dessen Intelligenz und Genie sich ins Unproduktive, Dunkle und Bittere verkehren.
Zu den Gelehrten, die hohe Intelligenz und Verbitterung auch auf dem Gebiet der Psychologie miteinander in Verbindung gebracht haben, zählt der österreichische Herbartianer Wilhelm Fridolin Volkmann, der in seinem Lehrbuch der Psychologie 1884 mutmaßte, dass das Genie sich nur unter bestimmten Voraussetzungen (Selbstbeherrschung bei der Wahrnehmung und beim Ausdruck) voll entfalten könne. „Fehlt es daran, dann nimmt die Genialität leicht den im Texte erwähnten Zug der Verbitterung und Zerfallenheit mit dem äusseren Leben an, der sich höchstens zum Humor erhebt. Diesen hat man sehr mit Unrecht als den Gipfel der wahren Genialität dargestellt und cultiviert, während er doch eigentlich nur eine Verkümmerung, ein Steckenbleiben echter Genialität, und innerhalb dieser höchstens ein Durchgangsstadium bezeichnet.“

#### Verbitterung als Psychopathologie
1847 konstatiert der Arzt Friedrich Wilhelm Hagen, dass Zorn und Erbitterung – neben einem überschwänglichen Gefühl von Kraft und Macht – diejenigen Emotionen seien, von denen der „Tobsüchtige“ getrieben sei, und unternimmt damit den entscheidenden Schritt hin zu einer modernen Psychologie, die die menschliche Seele nicht nur zu beschreiben, sondern auch zu erklären sucht. In seinem Lehrbuch der Psychologie beschrieb 1854 der Philosoph Leopold George die Erbitterung als eine Emotion, die auf die Wut folge und die zu aller Lust unfähig mache, „indem jeder neue Reiz immer nur Unlust erweckt und Alles als Übel empfunden wird, das abstösst und abgestoßen wird.“ Hermann Wolff führte diese Idee einer Genealogie der Emotionen 1890 fort, als er schrieb: „Der Anfang des Hasses ist Erbitterung, der aus Widerwillen entspringt.“
Bereits 1862 hatte Friedrich Nietzsche den Begriff – als „desperateste Verbitterung gegen das Dasein“ – mit dem Weltschmerz in Verbindung gebracht.

#### Verbitterung und Verbrechen
Eine weitere Personengruppe, die in der psychologischen Fachliteratur bereits im 19. Jahrhundert mit Verbitterung assoziiert wird, sind die inhaftierten Straftäter. So heißt es in einer anonym veröffentlichten Schrift Zur Todesstrafe bereits 1850: „Durch langjährige Kerkerhaft […] wird der Verbrecher in sich verbittert, so dass er mit Gott und sich zerfallen, Gott und der Menschheit fluchend, verzehrt von Angst, Grimm und ohnmächtiger Wuth vielleicht als Greis mit schneebedecktem Haupte, mit seiner Blutschuld beladen in die Grube steigen muß […].“
Der Rechtswissenschaftler Rudolf Sieverts, der seine erste Professur in der Zeit des Nationalsozialismus angetreten und in dieser Zeit auch der Akademie für Deutsches Recht angehört  hatte, beschrieb Verbrechen noch in den 1960er Jahren als ein Problem der Persönlichkeit. Die Verbitterung, die den Verbrecher kennzeichne, hielt er zwar ebenfalls für eine Haftfolge, darüber hinaus aber auch für die Folge eines „Mutlosigkeitempfindens“, das aus „schmerzlichen persönlichen Niederlagen“ erwachse. Indem sie „sich in Feindseligkeit und Aggressivität entlädt“, bilde die Verbitterung geradezu eine Verbrechensursache.
Der amerikanische Kriminologe Gilbert Geis beschrieb Verbitterung 1982 als ein auch für Verbrechensopfer typisches Problem.

#### Die Hysterikerin als verbitterte Frau
Im Anschluss an Charcots von der Fachwelt weithin beachteten Beschäftigung mit der „Hysterie“ und der Begründung der Psychoanalyse durch Freud gelangen vom ausgehenden 19. Jahrhundert an die Frauen ins Rampenlicht der neurologischen und psychiatrischen Forschung. Von Anfang an wurde die Hysterie mit Verbitterung in Zusammenhang gebracht, etwa bei Friedrich Jolly, der 1875 den „älteren hysterischen Damen“ noch zugutehielt, dass ihre Verbitterung und die Entwicklung ihres hysterischen Zustandes durch „die äußeren Verhältnisse“ gefördert worden seien. Der Schweizer Psychiater Otto Binswanger riet noch 1904, die emotionale Übererregbarkeit von Hysterikerinnen dadurch zu bekämpfen, dass veranlassende Momente zur Verbitterung sorgfältig aus dem Wege geräumt werden.
Bei späteren Autoren erscheint die Verbitterung als selbstständige Pathologie, etwa bei dem deutschen Neurologen Friedrich Moerchen, der bei Hysterikern 1908 eine charakteristische „krankhafte Verbitterung“ beobachtet, „einen gewissen Trotz, der das gebotene Gute nicht annehmen will, der es eher schlecht haben will, als daß er zugeben müßte, keinen Grund zum Klagen zu haben.“ Bereits 1905 hatte der Schweizer Psychiater Auguste Forel chronische Verbitterung bei solchen Frauen beobachtet, deren (von ihm postuliertes) Bedürfnis nach Unterordnung unter einen Mann enttäuscht worden sei, mit der Folge, dass diese sexuell kalt werden und „nur noch in der Quälerei der anderen Befriedigung finden. […] Die chronische Verbitterung über die erlittene Enttäuschung ihrer Gefühle lässt ihnen die Welt in schwarzen Farben erscheinen und befähigt sie nur noch, stets die unglückliche und böse Seite aller Dinge zu sehen.“

#### Bitterkeit und Burnout
Seit dem ausgehenden 20. Jahrhundert erscheint der Verbitterungsbegriff erneut im Diskurs um das sogenannte Burnout-Syndrom. Dieser Begriff tauchte im englischsprachigen Raum in den 1970er Jahren im Zusammenhang mit Angehörigen von Pflegeberufen auf, die unter ständiger extremer emotionaler Belastung stehen, wird seit den 1990er Jahren aber auch im Zusammenhang mit anderen Berufsgruppen diskutiert. Verbitterung wird hier immer wieder als eines der Leitsymptome genannt. So schreibt der Psychologe Matthias Burisch über Erwerbstätige, die häufig feststellen müssen, dass ihre Anstrengungen nicht angemessen belohnt werden: „Nach langer Dauer und erfolglosen Bewältigungsversuchen kann sich daraus eine alles durchdringende Verbitterung entwickeln, das Gefühl, um etwas Wichtiges betrogen worden zu sein.“

#### Posttraumatische Verbitterungsstörung
Eine weitere Neubelebung erfuhr der psychologische Fachdiskurs um Verbitterung, als Michael Linden 2003 den Begriff der Posttraumatischen Verbitterungsstörung (PTED) eingeführt hat. Dieses Konzept geht davon aus, dass sich bei Menschen, die allgemeine Schwierigkeiten bei der Bewältigung von Lebensproblemen haben, im Anschluss an bestimmte Lebenssituationen, die als ungerecht erlebt werden, eine Verbitterung entwickeln kann, welche manchmal wiederum in ein Syndrom übergeht, das durch Intrusionen, Hyperarousal, Herabgestimmtheit und Vermeidung geprägt ist.